# Епархия Асуля
Епархия Асуля (лат. Dioecesis Azulensis) — епархия Римско-Католической церкви с центром в городе Асуль, Аргентина. Епархия Асуля входит в митрополию Ла-Платы. Кафедральным собором епархии Асуля является церковь Пресвятой Девы Марии Розария.

## История
20 апреля 1934 года Папа Римский Пий XI выпустил буллу «Nobilis Argentinae nationis», которой учредил епархию Асуля, выделив её из архиепархии Ла-Платы.
11 февраля 1957 года епархия Асуля передала часть своей территории для образования епархии Нуэве-де-Хулио.

## Ординарии епархии
- епископ Сесар Антонио Канева (13.09.1934 — 25.05.1953);
- епископ Антонио Хосе Пласа (28.08.1953 — 14.11.1955), назначен архиепископом Ла-Платы;
- епископ Мануэль Маренго (22.09.1956 — 14.04.1982);
- епископ Эмилио Бьянки ди Каркано (14.04.1982 — 24.05.2006);
- епископ Уго Мануэль Салаберри Гойенече, S.J.[1] (с 24 мая 2006 года).